# Courmes
Courmes es una comuna francesa situada en el departamento de Alpes Marítimos, en la región de Provenza-Alpes-Costa Azul.

## Demografía
| 34 | 26 | 42 | 60 | 64 | 88 | 109 |
| Para los censos de 1962 a 1999 la población legal corresponde a la población sin duplicidades (Fuente: INSEE [Consultar]) |    |    |    |    |    |     |